# СМЭВ
СМЕВ, Систе́ма міжві́домчої електро́нної взаємоді́ї (рос. Система межведомственного электронного взаимодействия, СМЭВ) - коренева система електронного уряду, створена для взаємодії чиновників федеральних, регіональних і муніципальних органів при наданні держпослуг. 
За 210. федеральним законом громадяни, які звертаються за держпослугами, не повинні надавати в відомства інформацію, яка є в наявності інших держорганів. Чиновники зобов'язані запитувати і отримувати її самостійно. СМЕВ замислювалася як інструмент для таких запитів між відомствами. Для цього до неї повинні підключитися всі інформаційні системи федеральних відомств і регіональні сегменти електронного уряду. 
версії
СМЭВ 2.0 — чинна. У липні 2014 через СМЕВ пройшло 3,1 млн запитів від федеральних органів влади до регіональних і 21 млн запитів з регіонів до федеральних відомств. 

СМЭВ 3.0 — розроблена «Ростелекомом» за контрактом з Мінкомзв'язку в 2013. На 2015–16 плянується поетапне впровадження і перехід [відомств]